# Рамі Каіб
Рамі Каіб (швед. Rami Kaib, нар. 8 травня 1997, Нючепінг, Швеція) — шведський футболіст, фланговий захисник нідерландського клубу «Геренвен».

## Клубна кар'єра
Рамі Каіб народився у місті Нючепінг, де й починав займатися футболом у місцевих клубах з нижчих дивізіонів. Згодом футболіст приєднався до футбольної школи клубу Аллсвенскан «Ельфсборг». Де зіграв свій перший матч на дорослому рівні у 2016 році.
Взимку 2021 року Каіб підписав контракт на чотири роки з нідерландським клубом «Геренвен». До кінця сезону захисник провів у Ерстедивізі 15 матчів.

## Міжнародна кар'єра
Незважаючи на те, що Рамі Каіб народився у інтернаціональній родині, де батько тунісець, а мати - уродженка Лівану, сам Рамі має амбітні наміри виступати за національну збірну Швеції. І вже провів чотири гри у складі юнацької збірної Швеції (U-19).